# صقل (تعلم الآلة)
الصقل أو الضبط الدقيق في التعلم الآلي طريقة لنقل التعلم حيث يجري تدريب نموذج مدرب مسبقًا على بيانات جديدة. يمكن إجراء الصقل على الشبكة العصبية بأكملها، أو على مجموعة فرعية فقط من طبقاتها، وفي هذه الحالة "تُجمّد" الطبقات التي لم تُصقَل (لم تُحدّث أثناء خطوة الانتشار العكسي).
من الشائع الاحتفاظ بالطبقات السابقة (تلك الأقرب إلى طبقة الإدخال) مجمدة في بعض المعماريات، مثل الشبكات العصبية الالتفافية، لأنها تلتقط ميزات ذات مستوى أدنى، في حين أن الطبقات اللاحقة غالبًا ما تتميز بميزات عالية المستوى يمكن أن تكون أكثر ارتباطًا بـ المهمة التي دُرّب النموذج عليها.
يجري الصقل عادةً من خلال التعلم المراقب، ولكن ثمة تقنيات لضبط النموذج باستخدام تعلم مراقب ضعيف أيضًا. يستخدم التعلم بالتعزيز أيضًا لضبط نماذج اللغة مثل دردشة ج.ب.ت (نسخة دقيقة من GPT-3) وSparrow عن طريق التعليم المعزز من ردود الفعل البشرية.

## التكيف المنخفض الرتبة
يعد التكيف منخفض الرتبة (LoRA) تقنية لضبط النماذج بكفاءة. الفكرة الأساسية هي تصميم مصفوفة ذات رتبة منخفضة تضاف بعد ذلك إلى المصفوفة الأصلية.